# Marisa Coughlan
Marisa Coughlan (Minneapolis, Minnesota; 17 de marzo de 1974) es una actriz de cine y televisión estadounidense.

## Biografía
Marisa Coughlan, nació en la ciudad de Minneapolis, en el estado de Minnesota, Estados Unidos, y creció entre su ciudad natal y St. Paul, ya que sus padres estaban divorciados y vivían cada uno en un lugar.
Tras graduarse en el instituto en 1992, se trasladó para poder continuar sus estudios en la Universidad del Sur de California, donde obtuvo la Licenciatura de Artes en Francés, habiendo estudiado su último año en París, Francia. Durante sus estudios en esta universidad, perteneción a la hermandad Pi Beta Phi.
Marisa fue incluida entre las "102 mujeres más atractivas del mundo" según la revista Stuff, en 2002.
En 2008, contrajo matrimonio con Stephen Wallack, a quien conocía desde su adolescencia en Minneapolis. La boda tuvo lugar en una finca privada de Pasadena, California el 1 de noviembre de 2008.
Marisa y Stephen tienen dos hijos, a los que llamaron Finn y Merrit, naciendo el primero en mayo de 2009 y la segunda en marzo de 2011.

## Filmografía

### Cine
- Super Troopers 2 (2018), como Ursula.
- Space Station 76 (2014), como Misty.
- Poundcake (2008), como Deborah.
- Camino de la venganza (2007), como Sarah Archer.
- Mi vida es una ruina (2007), como Laura.
- Wasted (2006), como Kelly.
- I Love Your Work (2003), como Jane.
- Dry Cycle (2003), como Ruby.
- Dr. Benny (2003), como Candy.
- New Suit (2002), como Marianne Roxbury.
- Pumpkin (2002), como Julie Thurber.
- Freddy el colgao (2001), como Betty.
- Super Troopers (2001), como Ursula.
- Rumores que matan (2000), como Sheila.
- Secuestrando a la Srta. Tingle (1999), como Jo Lynn Jordan
- El puño de la estrella del norte (1995), como Jenny.

### Televisión
- How to Be a Gentleman (2012)
- Man Up (2011)
- Bones (2009)
- Médium(2009)
- Side Order of Lfe (2007)
- Separated at Worth (2006) (Telefilme)
- Masters of Horror (2006)
- Boston Legal (2005-2006)
- Jake in Progress (2005)
- Kat Plus One (2004) (Telefilme)
- Los límites de la realidad (2003)
- Criminology 101 (2002) (Telefilme)
- Wasteland (1999)
- Los siete magníficos (1998)
- Diagnóstico asesinato (1997)
- Beyond Belief: Fact or Fiction (1997)
- The Sleepwalker Killing (1997) (Telefilme)
- Una chica explosiva (1997)
- Zona peligrosa (1996)
- The Guilt (1996)
- Mi hijo, el casamentero (1996) (Telefilme)
- High Society (1996)
- Step by Step (1995)

## Premios
| Año  | Categoría                  | Evento                 | Resultado |
| ---- | -------------------------- | ---------------------- | --------- |
| 2001 | Estrella femenina a seguir | Young Hollywood Awards | Ganadora  |